# Sant Martí de Solamal
Sant Martí de Solamal és una església romànica de la Vall de Bianya (Garrotxa) inclosa a l'Inventari del Patrimoni Arquitectònic de Catalunya.

## Descripció

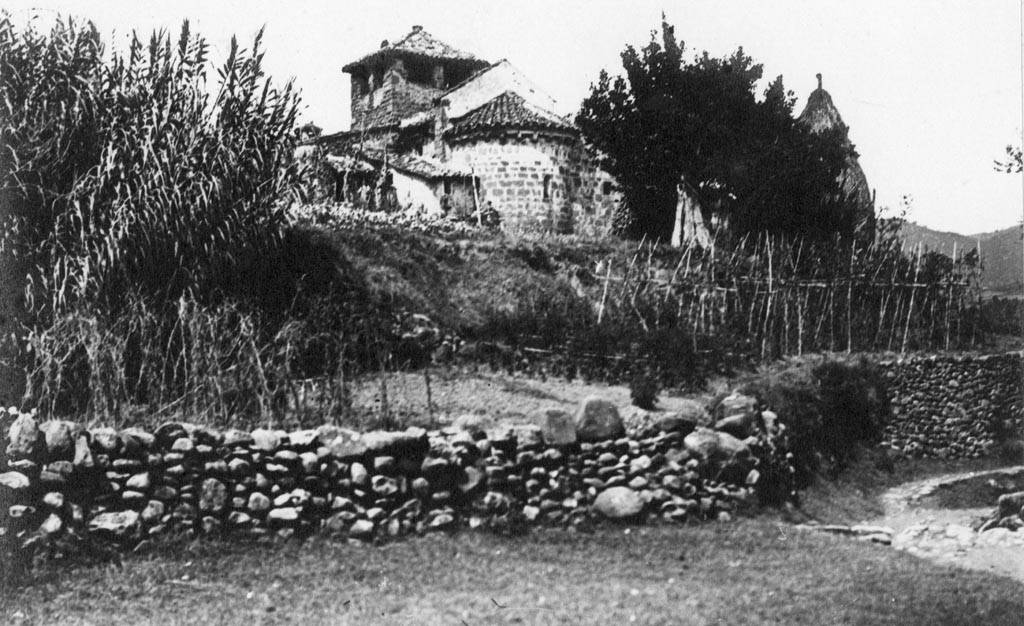
Església amb un hort de Sant Martí de Solamal entre 1890 i 1923

És una església romànica d'una sola nau amb absis semicircular amb modificacions posteriors que desfiguren l'estructura primitiva. L'absis, a llevant, presenta un fris sostingut per mènsules. El campanar, que devia haver estat d'espadanya, es convertí en torre quadrada al segle xviii.

## Història
La primera referència documental coneguda sobre aquest temple data de l'any 979, quan és citat com a "Sancti Martino... in valle biannia" en el testament fet per Miró, comte de Besalú i bisbe de Girona. El topònim del lloc, unit al del titular de l'església, es transformarà després en "Solamal" (1168), "Solermal" (1358), "Solamala" (1362), "Solo malo" (1364) i, de nou "Solamal" (1582). A vegades, l'església és encara actualment citada com a Sant Martí de Bianya, per bé que el nom habitual és el de Sant Martí de Solamal.